# Diachrysia aereoides
Diachrysia aereoides är en fjärilsart som beskrevs av Augustus Radcliffe Grote 1864. Diachrysia aereoides ingår i släktet Diachrysia och familjen nattflyn. Inga underarter finns listade i Catalogue of Life.